# Det arabiske initiativ
Det arabiske initiativ er en dansk dokumentarfilm fra 2008, der er instrueret af Lotte Mik-Meyer.

## Handling
Som del af den danske regerings "Arabiske Initiativ" sendes en af Europas førende islamforskere, danskeren dr. phil Jakob Skovgaard-Petersen til Cairo med sin familie. Formålet er at skabe dialog mellem Danmark og Mellemøsten. Opgaven kompliceres af krisen omkring de danske tegninger af profeten, og behovet for dialog synes mere nødvendig end nogen sinde før.